# Pinacoteca Patiniana
La pinacoteca Patiniana si trova a Castel di Sangro, in provincia dell'Aquila.

## Descrizione e storia
La pinacoteca è stata aperta nel 2006 per esporre le opere dell'artista di Castel di Sangro Teofilo Patini e dei suoi allievi. È situato nel palazzo rinascimentale della famiglia De Petra, conosciuto anche come "Casa del Leone", per la scultura posta al di sopra del portale d'ingresso del palazzo.

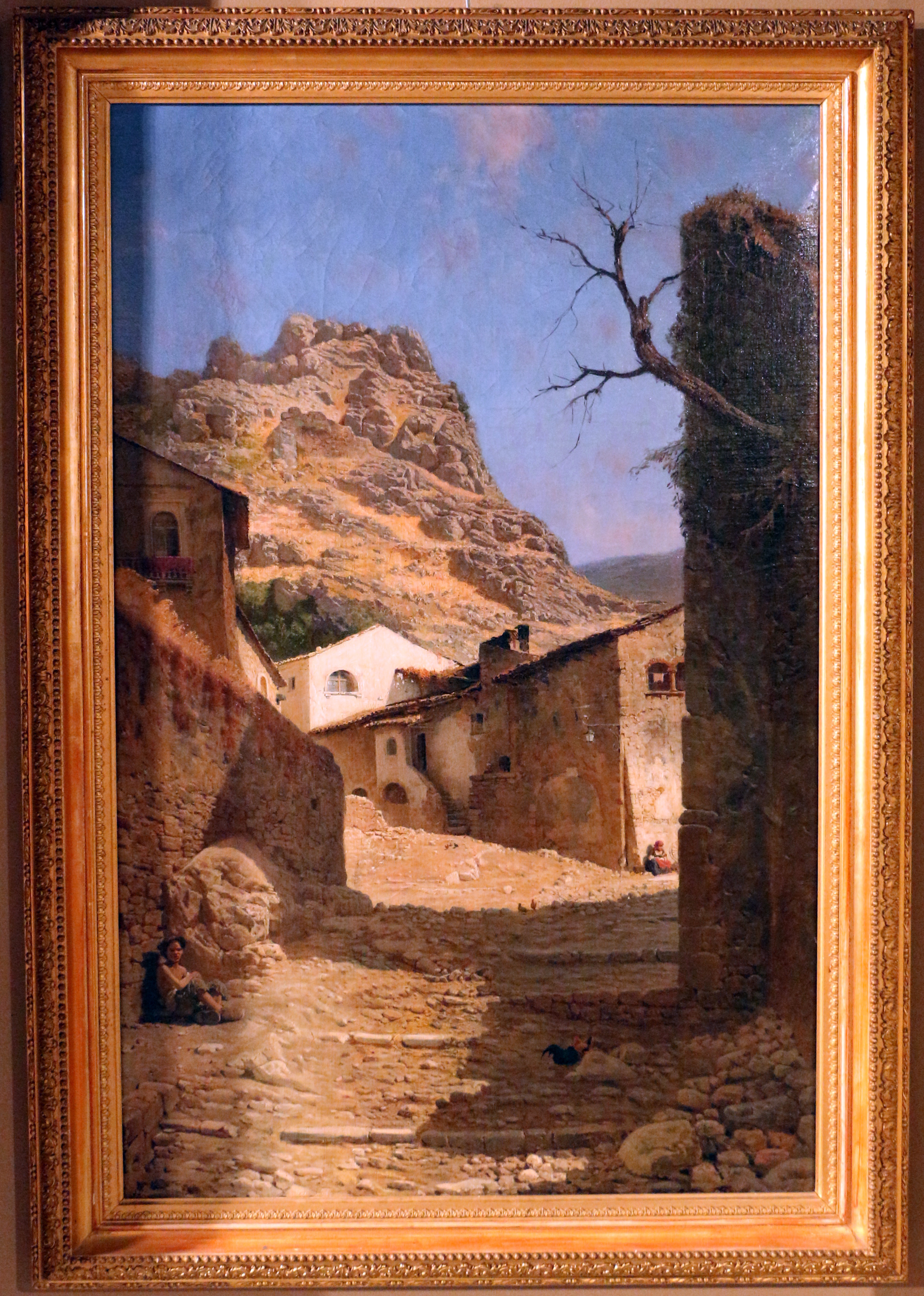
Teofilo Patini, Via Paradiso a Castel di Sangro (Pinacoteca Patiniana)

Molte opere sono dedicate alla vita pastorale di Castel di Sangro, essendo il Patini di stampo socialista, avendo voluto descrivere con la pittura le condizioni di povertà ma anche la vitalità delle classi più povere del paese. La sezione più importante di dipinti è la Trilogia Sociale (Vanga e latte - L'Erede - Bestie da soma), in cui esprime al massimo il concetto della vita agricola abruzzese. Molte opere raffigurano anche il centro storico sulla rocca del paese castellino, mentre un'altra sezione ospita delle incisioni settecentesche di vari personaggi tratte dalla mitologia classica, con l'abbigliamento però dell'epoca spagnola.
Il Palazzo De Petra è una struttura molto antica, che ha conservato l'aspetto medievale del XIV secolo. La pianta è irregolare, e la seconda casetta della struttura risulta più interessante dal punto di vista architettonico. L'ingresso è ad arco gotico, così come la facciata, decorata da due finestre bifore con colonna tortile. La famiglia de Petra, citata come feudataria di Petra e Caccavone nel "Catalogus Baronum" normanno e feudataria anche di Castel di Sangro secondo lo storico Balzano nelle persone di Cosimo de Petra e Lucio de Petra, abitò il palazzo dal XIV al XVII secolo; l'ultimo personaggio della famiglia ad abitarlo fu Vincenzo, terzo barone di Vastogirardi, che fece collocare il leone che trattiene un capo mozzo nella zampa, simbolo araldico della famiglia, nel cortile antistante il suo palazzo. Suo figlio Diego sarà Regio Consigliere e nel 1680 arcivescovo di Sorrento, il suo stemma è presente nel cortile dell'arcivescovato antistante la cattedrale della cittadina, sulla cui porta principale vi è una lapide commemorativa con l'iscrizione:" Didacus Petra de baronibus Castri Sangri".

### Collezioni
Tra le tele esposte si trova il dipinto Bestie da soma, trasferito a Castel di Sangro dopo il terremoto dell'Aquila del 2009.